# 島田豊寛
島田 豊寛（しまだ とよひろ、1828年1月24日（文政10年12月8日）- 1902年（明治35年）5月2日）は、明治時代の政治家。新聞経営者。初代横浜区長。

## 経歴
島田源平の子として江戸に生まれる。1870年（明治3年）神奈川県令の井関盛艮の発案により日本最初の日刊新聞『横浜毎日新聞』が創刊すると初代社長に就任した。戸長を経て、1878年（明治11年）第一大区副区長心得、翌年横浜区長代理を経て、1881年（明治14年）から1888年（明治21年）まで神奈川県会議員を務めた。

## 親族
- 養子：島田三郎（衆議院議員）[1]